# Gardłoród Darwina
Gardłoród Darwina, żaba Darwina (Rhinoderma darwinii) – gatunek płaza bezogonowego z rodziny gardłorodowatych (Rhinodermatidae).

## Opis
Niewielka, brunatna lub zielonkawa żaba posiada wyrostek na końcu nosa. Długość 3 cm, masa: 5 g.

## Występowanie
Zwierzę to zamieszkuje zachodnie zbocza Andów, Dolinę Środkowochilijską i Kordylierę Nadbrzeżną od prowincji Concepción po prowincję Aysén w Chile oraz przyległe tereny Argentyny (Park Narodowy Lanín i Park Narodowy Nahuel Huapi). Zamieszkuje lasy bardzo wilgotne i waldiwijskie. Zazwyczaj bytuje w przedziale wysokości 50–1100 m n.p.m.

## Rozmnażanie
W okresie wiosny na brzegu strumienia samica składa kilka dużych jaj. Samiec je połyka. Jaja (z reguły dwa) umieszczane są w workach rezonacyjnych. Tam wykluwają się i przechodzą metamorfozę kijanki, a schronienie opuszczają mierzące prawie centymetr żabki. Sposób wychowu potomstwa stanowi przystosowanie do skrajnego dla płazów środowiska. Kijanki nie miałyby szans rozwoju w szybko płynącej wodzie.

## Odżywianie
Odżywia się niewielkimi owadami i skorupiakami.